# Cuerpo estriado

Cliquear sobre la imagen para su rotación.

El cuerpo estriado, también conocido como núcleo estriado, es una parte subcortical (al interior del encéfalo) del telencéfalo y forma parte de los núcleos basales. A su vez, el cuerpo estriado recibe información de la corteza cerebral. En los primates (incluidos los humanos), el estriado dorsal se encuentra dividido por una sección de sustancia blanca llamada la cápsula interna, formando dos sectores: el núcleo caudado y el núcleo lenticular, el cual está conformado a su vez por el putamen y el globo pálido. El estriado ventral está formado en primates por el núcleo accumbens y el tubérculo olfatorio.

## Tipos de neuronas

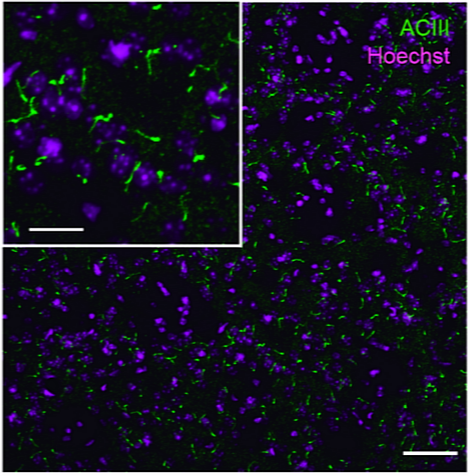
Cila Primaria en neuronas del estriado.

El cuerpo estriado es heterogéneo en cuanto a los tipos de neuronas que lo conforman:
- Neuronas espinosas medianas llamadas así por la presencia de espinas en las dendritas, las cuales forman más del 95% del cuerpo estriado.
- Neuronas de Deiter (2%) Con dendritas largas y poco ramificadas.
- Interneuronas colinérgicas (1%). Estas neuronas detienen sus descargas brevemente en respuesta a estímulos cargados emocionalmente y eventos relacionados con recompensa.
- Interneuronas que expresan parvalbumina las cuales expresan receptores para catecolaminas.

Cliquear sobre la imagen para su rotación. Cada cuerpo estriado está unido a la amígdala respectiva.

- Interneuronas que expresan calretinina.
- Interneuronas que expresan somatostatina también expresan receptores de dopamina.